# 余洁麟
余洁麟（1948年2月10日—2020年12月20日），前水流职事站经理、召会领袖人物之一。

## 生平
1948年2月10日，余洁麟出生于香港，为第三代基督徒，其父母在中国大陆时期已在召会中事奉。余洁麟本人在香港教会中长大，1969年赴美国洛杉矶求学，1974年在加州大学攻读硕士学位期间，在刚成立的安那翰水流职事站义务服事，开始追随李常受身旁学习配搭。
1984年随李常受到台湾，带领召会改制，推廣神命定之路，福音化台灣，并开办全时间训练。1989年又随李常受回到安那翰，接任水流职事站经理。又出版《肯定與否定》期刊，进行真理辯護證實。1997年李常受去世后，余洁麟与同工们一同配搭，強調七方面的『再次肯定』，尤其是竭力投入文字工作，主持完成《倪柝声文集》全套六十二册、《李常受文集》全套一百三十八册的编撰与翻译。台湾福音书房总编朱摩西评价他具有“锲而不舍的研究精神、侦探头脑及超乎常人的努力”。
2020年12月20日，余洁麟在美国加州去世，享年72岁。